# (5259) Epigeo
(5259) Epigeo es un asteroide que forma parte de los asteroides troyanos de Júpiter, descubierto el 30 de enero de 1989 por Carolyn Shoemaker y por su esposo que también era astrónomo Eugene Shoemaker desde el Observatorio del Monte Palomar, Estados Unidos.

## Designación y nombre
Designado provisionalmente como 1989 BB1. Fue nombrado Epigeo en honor al luchador mirmidón de ascendencia noble Epigeo, hijo de Ágacles. Antes de la Guerra de Troya gobernó en la floreciente ciudad de Budeo, donde acabó con la vida de un pariente. Se presentó como suplicante a Peleo y Tetis, lo enviaron junto a Aquiles a la Guerra de Troya. En Troya fue asesinado cuando Héctor lo golpeó en la cresta de su casco con una gran piedra.

## Características orbitales
Epigeo está situado a una distancia media del Sol de 5,200 ua, pudiendo alejarse hasta 5,582 ua y acercarse hasta 4,818 ua. Su excentricidad es 0,073 y la inclinación orbital 15,92 grados. Emplea 4331,42 días en completar una órbita alrededor del Sol.

## Características físicas
La magnitud absoluta de Epigeo es 10,4. Tiene 45 km de diámetro y su albedo se estima en 0,073.